# 電脳化
電脳化（でんのうか）とは、漫画、アニメ作品『攻殻機動隊』シリーズに登場するバイオネットワーク技術で、一種のブレイン・マシン・インタフェース（後述）というべき存在。

## 概要
脳に直接、膨大な数のマイクロマシンを注入し、神経細胞とマイクロマシンを結合させ、電気信号をやりとりすることで、マイクロマシン経由で脳と外部世界を直接接続する技術。これによって、ロボットなどのメカニックを直接操作したり、電脳ネット（作中におけるインターネットのようなもの）などのネットワークと直接接続したりできる。その結果、あらゆる情報がリアルタイムで検索・共有可能になり、完璧なユビキタスネットワークを構築した。可視化されたネットワーク上にあたかも自分が入り込んだかのように様々なネットワークを自由に行き来できるようになる。
現在のインターネットのように、ダウンロードにより情報を手元に引き寄せるのではなく、電脳空間と呼ばれる仮想空間や他者の電脳などの情報源に、自らの意識が入り込むことによって情報を得ることから、ネットワーク等にアクセスすることを作中では「ダイブ（dive）」と表現する。
電脳化した者同士であれば、有線・無線を問わず他者との通信が行える他、自分の視覚情報や触覚、さらには感情まで相手に伝えることができる。相手との極めて正確な意思疎通や、記憶装置を外部に設けて必要な情報や自己の記憶を保存して再利用することも可能である（作中では外部硬電脳と表記されている）。一方、S.A.C. Solid State Societyにおいて、バトーがアフリカから帰還したばかりのサイトーと交わした会話の中で、明らかに誤った単語を用いている点に着目すると、人らしさの象徴とも言える「ヒューマンエラー」を防止するプロセッサは組み込まれていないと考えられる。ここから電脳倫理下における電脳は、主体的存在である「ゴースト」の意志に対して、たとえそれが誤りであっても不介入であるということが定義できる。
この技術の負の側面として、電脳化により脳そのものが現代のコンピュータと同様にハッキングの脅威に晒されることとなった。ハッキングにより、他者の電脳にウィルスを注入する・記憶を改竄する・行動を操作する・人格そのものを乗っ取るということが可能になる。そのため、作中においてこれらのハッキング行為は「ゴーストハック」と呼ばれ、重犯罪とされている。

このような行為を防ぐため、多くの人は電脳に「攻性防壁」や「防壁迷路」と呼ばれるファイアウォールの一種を導入することで自身の身を守っている。また、罹患率は高くないが、徐々に脳の機能が失われ最終的に脳死に至る「電脳硬化症」を発症することもある。根本的な治療方法は発見されていないが、マイクロマシンや「村井ワクチン」を用いることで病状の進行を抑えることができるとしている。
電脳化技術の発達により、脳神経と機械の接続技術が確立したことで、脳・中枢神経系以外の肉体を機械で代行する「義体化」と呼ばれる技術が登場・発達している。生身の体と義体化を施した部位の割合を「義体化率」として表し、作中では義体化を施した人間は、その義体化率を問わず「サイボーグ」と呼ばれる。
頭部を義体化した際には、その脳は金属のシェルに収められ「脳殻（のうかく）」と呼ばれる。仮に脳殻を他の義体に入れ替えてしまえば、他人になりすますことも可能となる。事実、アニメ攻殻機動隊 STAND ALONE COMPLEX第1話において、日本の外務大臣がその脳殻を入れ替えられたことにより、義体を他者に操られ、脳殻はケースに入れられて誘拐されかけるという事件が起きている。
義体には多数のモデルが存在し、それぞれは量産され一般に販売されていることから、同じ外見のサイボーグが多数暮らしている社会となっており、個人を特定するためには「ゴースト」の存在が不可欠となる。
また欠点として、対象物を無意識に見るという行為ができない。これは、山田正紀による小説『イノセンス After The Long GoodBye』で語られている。
年長者や一部の者は、自分達から見れば子供の世代に当たる電脳医師に脳をいじられるのを嫌ったり電脳硬化症への不安の為、電脳化を行わず、手等身体の一部を義体化することで補おうとする者や、逆にトグサのように肉体は生身のまま電脳化のみを行う者もいる。

## 現実世界での技術進歩
ニューヨーク州立大学のジョン・シェーピン教授により電脳とも取れるラットに電極をつけた実験が既に行われている。ほか、ラットの脳の海馬を解析して人工海馬を作る実験も行われている。現在こうした研究は、工学分野ではブレイン・マシン・インタフェースという名で知られており、障害を持つ人々の生活をサポートすることを目標に、脳とコンピューターを接続するための基盤技術の開発が進められている。
オカルトニュースサイト「TOCANA」は、攻殻機動隊などで、脳の情報処理をセンシング・制御する役割を担っていたマイクロマシン（特に環境に散布されるスマートダスト）も実用化が近いとしている。